# Tribu de Paiute del Sud de San Juan
La Tribu de Paiute del Sud de San Juan és una tribu reconeguda federalment d'amerindis paiute del sud al comtat de Coconino, Arizona.

## Història
Els paiute San Juan del Sud vivien a l'est del Gran Canyó, a les terres que voregen els rius San Juan i Colorado durant segles. Encara que vivien entre els hopi i navajo, els paiute del Sud San Juan mantingueren la seva pròpia llengua i cultura. Moltes de les seves comunitats es troben actualment enmig de la reserva Navajo al nord d'Arizona, Califòrnia, Nevada, i Utah.

## Avui
La Tribu Paiute del Sud San Juan d'Arizona té la seu a Tuba City (Arizona). Les seves comunitats primàries estan als afores de Tuba City a Willow Springs, a Navajo Mountain a Arizona, i a la frontera Utah-Arizona. Actualment la tribu està litigant per restaurar la seva terra ancestral.
La tribu es governava per un consell tribal de set persones, anomenat Shuupara`api.
Els membres de la tribu obtenen ingressos principalment a través de la ramaderia i l'agricultura de subsistència. El bescanvi de cistelles és també una ocupació habitual.
Llur powwow anyal té lloc la segona setmana de juny i cada segona setmana d'agost té lloc una Reunió de Famílies dels Paiute del Sud San Juan.

## Controvèrsia
L'antiga president i membre del consell tribal Evelyn James fou trobada culpable d'haver-se apropiat de gairebé 300.000 $ de cabals tribals i de blanqueig de diners money laundering. Fou sentenciada a dos anys en una presó federal.